# 타코와사비

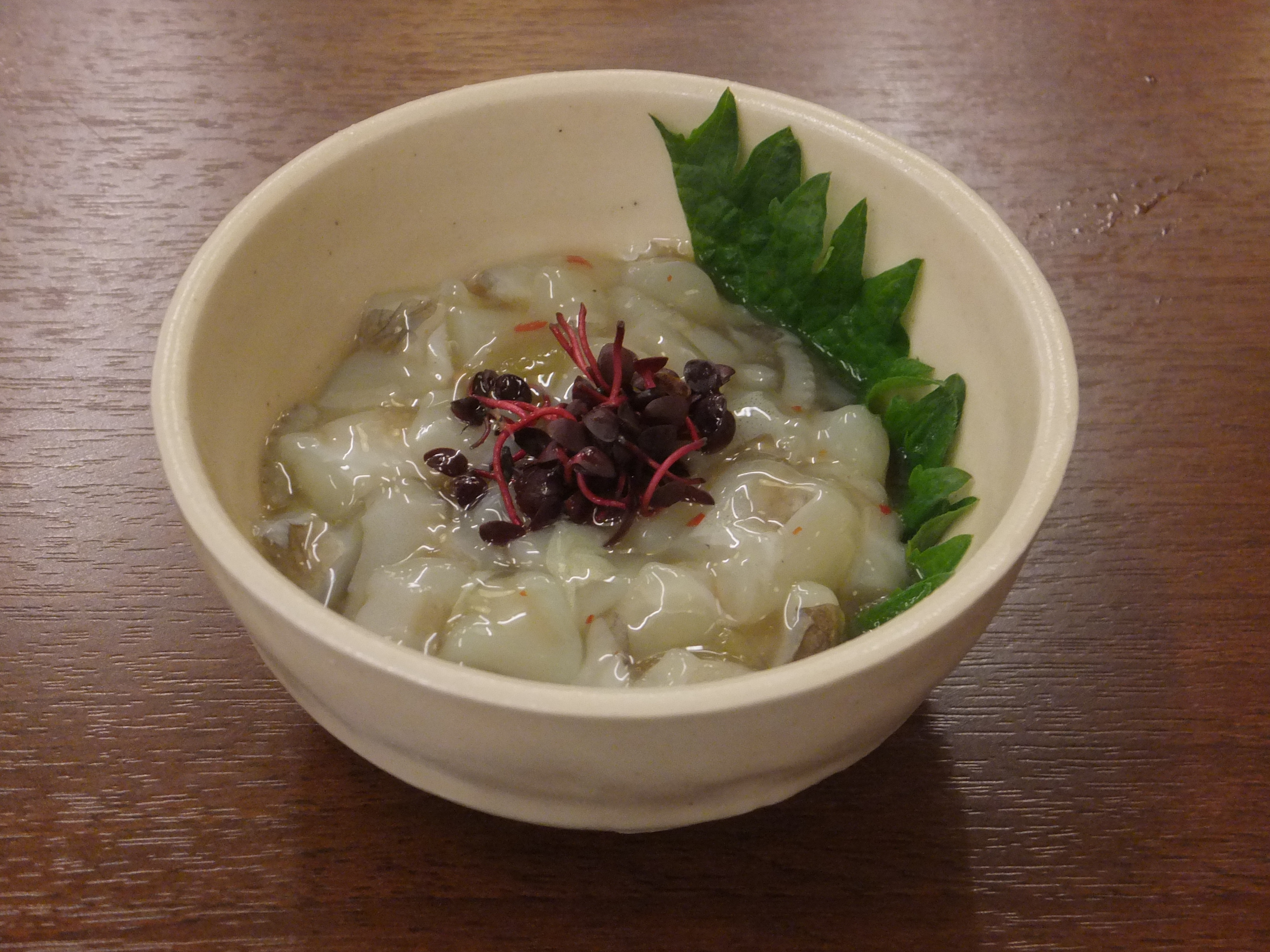
타코와사비

타코와사비(たこわさび)는 낙지나 주꾸미, 문어 등을 이용한 일본의 음식 종류 중 하나로, 이를 생으로 고추냉이나 술 등과 함께 양념에 무친 음식이다. 일본에서는 줄여서 타코와사(たこわさ)라고도 부른다. 또한 이 음식의 이름은 타코(문어)와 와사비(고추냉이)이 합쳐진 말이다.

## 역사
1991년 (헤이세이 3년) 식품 회사인 아즈마 식품의 미에현에 위치한 공장에서 벌칙으로 만든 고추냉이를 넣은 낙지가 그 시초이다. 회사 사람들은 이를 맛본 뒤 의외로 맛있다면서 회사의 상품으로 내놓아 판매하기 시작했다.
이듬해인 1992년, 신상품 전시회에서 외식 체인점인 몬테 로사 사장이 이 음식을 발견, 관심을 보였고 1993년부터 몬테 로사에서 운영하는 이자카야인 시로키야에서 정식 메뉴로 판매를 시작했다.  또 1990년대 이자카야의 유행에 따라, 일본 전국의 술집에 타코와사비가 퍼져 판매되게 된다.
쫄깃한 낙지와 고추냉이의 매운맛이 어우러져 풍부한 맛의 조화가 특징인 음식으로 평가되고 있다. 술안주로 최적인 음식으로 알려져 있으며, 완두콩에 맞먹는 술집의 단골 메뉴라고 한다. 또한 냉동식품 형태의 타코와사비도 존재하여 이러한 형태로도 사람들이 자주 찾는 음식이다. 영양 면에서는, 단백질 함량이 높고 열량이 높지 않아 간 기능을 활발하게 하고 위를 보호해 술을 마실 때 몸에 도움을 준다는 의견도 있다.
2000년, 이자키야의 인기 메뉴 설문 조사에서 1위를 차지했으며, 2012년, 일본 TV의 정보 프로그램인 ZIP!에서 집계한 "여자가 좋아하는 아저씨 안주 랭킹"에서 1위를 차지했다. 같은 해 아사히 TV의 한 버라이어티 프로그램에서 소개된 시로키야의 인기 메뉴 TOP 10에서 3위, 2015년 goo 랭킹 "술에 딱 알맞은 안주"에서 2위를 차지했다.

## 일본 국외의 반응

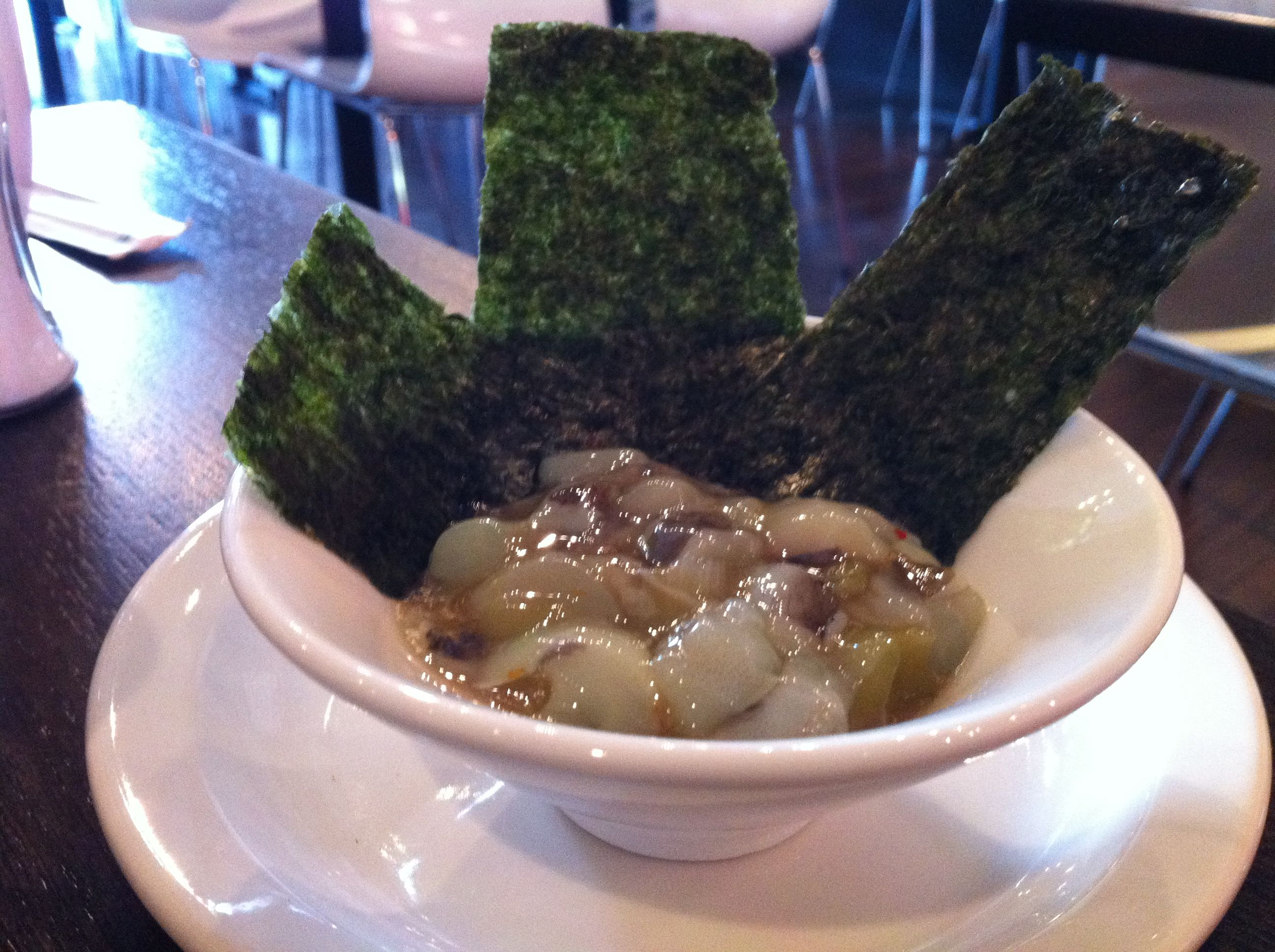
김을 곁들인 타코와사비 (캔자스시티)

일본 외에도 아시아 등 해외에서 정착하고 있으며, 라멘이 유행하고 미국 술집에도 알려짐에 따라 레스토랑의 메뉴로도 등장했다. 미국인들은 "이상한 음식인데, 중독성이 있다"고 평가했다.
아즈마 식품은 날생선을 싫어하는 북미 사람들에 맞게 일본식 타코와사비와 다른 형식으로, 생 문어가 아닌 데친 낙지를 사용해 만든 타코와사비를 개발해 판매하고 있다. 이렇게 만든 음식은 날로 먹는 것이 아니기 때문에 인기가 높은 것으로 알려진다. 마지막으로 캐나다 벤쿠버의 레스토랑에서는 작은 그릇에 타코와사비와 함께 김을 곁들여, 나초와 같이 간식으로 먹을 수 있도록 개선하여 판매하고 있다. 이 방법은 호평을 받았으며 해외의 또다른 많은 지역에서도 인기를 끌고 있다.

## 같이 보기
- 타코야끼
- 문어